# Combat sans code d'honneur 4 : Opération au sommet
Série
Combat sans code d'honneur 3 : Guerre par procuration
(1974) Combat sans code d'honneur 5 : La Partie finale
(1974)
Pour plus de détails, voir Fiche technique et Distribution.
Combat sans code d'honneur 4 : Opération au sommet (仁義なき戦い 頂上作戦, Jingi naki tatakai: Chōjōsakusen) est un film japonais réalisé par Kinji Fukasaku, sorti en 1974,.

## Synopsis
Le conflit entre le clan Akashi et leur clan rival Shinwa éclate.

## Fiche technique
- Titre français : Combat sans code d'honneur 4 : Opération au sommet[3]
- Titre original : 仁義なき戦い 頂上作戦 (Jingi naki tatakai: Chōjōsakusen?)
- Réalisation : Kinji Fukasaku
- Scénario : Kazuo Kasahara (ja), d'après un roman autobiographique de Kōichi Iiboshi (ja)
- Photographie : Sadaji Yoshida
- Montage : Shintarō Miyamoto
- Décors : Norimichi Igawa
- Musique : Toshiaki Tsushima (ja)
- Pays d'origine :  Japon
- Langue originale : japonais
- Société de production : Tōei
- Société de distribution : Tōei
- Format : couleur - 2,35:1 - 35 mm - son mono
- Genre : yakuza eiga et drame
- Durée : 101 minutes[4] (métrage : neuf bobines - 2 766 m[4])
- Dates de sortie : 
  - Japon : 15 janvier 1974[4]

## Distribution
- Bunta Sugawara : Shōzō Hirono
- Akira Kobayashi : Akira Takeda
- Hiroki Matsukata : Shoichi Fujita
- Toshio Kurosawa (ja) : Shigeru Takemoto
- Nobuo Yana (ja) : Kiyoshi Kasai
- Naoya Makoto (ja) : Mamoru Kaneda
- Kunie Tanaka : Masakichi Makihara
- Takeshi Katō : Noboru Uchimoto
- Nenji Kobayashi : Ryō Taniguchi
- Sanae Nakahara : Kikue
- Hideo Murota : Hideo Hayakawa
- Ichirō Ogura (ja) : Shigeo Aihara
- Asao Koike : Okajima
- Tatsuo Endō (ja) : Shigeo Aihara
- Rinichi Yamamoto (ja) : Teruo Miyaji
- Tatsuo Umemiya : Shinichi Iwai
- Shingo Yamashiro (ja) : Eda
- Isao Natsuyagi : Hiroshi Sugimoto
- Nobuo Kaneko : Yoshio Yamamori